# Okinawicius tekdi
Espèce
Okinawicius tekdi est une espèce d'araignées aranéomorphes de la famille des Salticidae.

## Distribution
Cette espèce est endémique du Maharashtra en Inde,. Elle se rencontre vers Pune.

## Description
Le mâle holotype mesure 3,84 mm et la femelle paratype 3,09 mm.

## Systématique et taxinomie
Cette espèce a été décrite par Tripathi et Kulkarni en 2024.

## Publication originale
- Kulkarni, Tripathi, Koparde & Sudhikumar, 2024 : « A new species of Okinawicius Prószyński, 2016 (Araneae: Salticidae: Chrysillini) from the Deccan Plateau, Maharashtra, India. » Arachnology, vol. 19, no 9, p. 1172-1176.